# エスター・ローパー
エスター・ローパー（英語: Esther Roper、1868年8月4日– 1938年4月28日）はイングランドの女性参政権論者であるとともに運動家として社会的公正を掲げ、労働階級の女性の投票権や平等な雇用のために戦った。

## 生い立ち

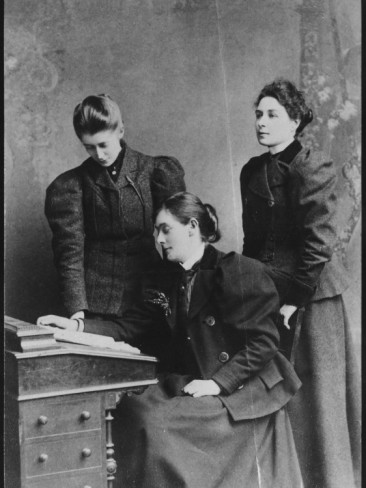
エステル・ローパー(着席)、イーディス・パリサー (左)、ブラクスター夫人(右)

エスターはエドワード・ローパーとアニー・ローパーの娘だった。エドワードは工員だったが、その後宣教師になった。アニーはアイルランドの移民の娘で、英国聖公会宣教協会で教育を受けた。エスターはマンチェスターにあるオーウェンズ・カレッジで単位を修得した最初の女性になった。1886年にエスターは、女性が精神面、健康面で被害を受けずに勉強が出来ることを確立するための試験計画に関わる一人として受け入れられた。1887年には同輩のマリオン・レッドワードと共にIrisと呼ばれる女性の学生のためのニュースレターを作り、編集した。その出版物は女性の教育に影響を及ぼす問題を取り扱い、現在の学生と昔の学生の間のネットワークを促進し、1894年まで年に2回出版された。
エスターはラテン語、英文学、政治経済学の分野で第一級優位学位を取得し、1891年にオーウェンズ・カレッジを卒業した。エスターは女性だけの社会討議協会の主要メンバーとして活動しながら、オーウェンズ・カレッジとのつながりを維持した。彼女は1895年に、アンコートでマンチェスター大学セツルメント運動の確立を手伝った。この運動は現地の貧困労働階級の人々に、教育と文化的な修養の機会を提供するために行われた。1896年、彼女はこの目的を達成するための委員に選ばれた。

## 女性参政権運動
エスターは1893年から1905年まで、マンチェスター全英女性参政権協会で、給料を貰い、書記として働いた 。エスターは、以前の書記であるリディア・ベッカーが亡くなってから欠けていた組織の方向性を再び活性化させ、その功績を認められた。エスターはマンチェスター女子参政権協会の女性の投票権を求める運動の活動範囲を広げ、女性運動のために、ミドルクラスの女性の利益を確保することから焦点を離し、請願署名者や講演者としてのワーキングクラスの女性が訴訟へ参加することを積極的に求めた。1897年にマンチェスター女子参政権協会はその名前を「女性選挙権のための北イングランド団体」に変え、全国女性参政権協会連合の一部になった。

## エヴァ・ゴア=ブースとの出会い
1886年に極度の疲労で苦しんでいたエスターはスコットランド人作家、ジョージ・マクドナルドのイタリアにあるゲストハウスで休暇を過ごしていた。そこで彼女はアイルランド人の詩人で貴族階級のエヴァ・ゴア＝ブースに出会った。2人は恋に落ち、ゴア=ブースは翌年には特権に満ちた生活を諦めてエスターと共にマンチェスターのラショムにあるテラスハウスに引っ越した。エスターはその後、ふたりの出会いを「数か月間、病気のせいで私達は南に居た。そして私達は海沿いの丘を歩いたり、そこで話をしたりして過ごした。私達はお互いの仕事と考えに惹かれ、私達はすぐに友達になり生涯の仲間になった」と書いている。

## エヴァ・ゴア＝ブースとの社会正義と参政権運動
1800年代末から1900年代前半に、エスターとエヴァは、女性たちの労働する権利が道徳的な社会運動や新しい法律によって脅かされていることから、女性の花屋、サーカス団員、女性のバーテン、炭鉱の地表労働者のグループを組織を促した。エスターとエヴァは公開会議、デモ、議会への代表派遣を行った。エスターとエヴァは女性の生計は危うい状態であり、女性は自分達がどのように雇われるべきかを自分で決めることが出来る、そして女性労働者に投票権がないということが彼女達を仕事場で無力な状態にしている、と主張した。1900年に彼女達は女性労働新聞を作り編纂した。女性労働者の団結を目的としたこの季刊誌は1904年まで出版された。
1903年は2人はランカシャー及びチェシャー繊維その他女性労働者代表委員会の設立を手伝い、総選挙に立候補するために、最初の女性選挙候補者の運動を組織した。1905年にエスターは全英産業専門職女性選挙協会の事務員になった。1906年からエスターとゴア＝ブースはエメリン・パンクハーストの女性社会政治連合から距離を置いた。エスターとエヴァは好戦的な方策の使用と、労働者階級の女性の権利のための運動に興味をなくしていたエメリン・パンクハーストに同意しなかった。
1913年、エスター・ローパーとエヴァ・ゴア＝ブースはエヴァの健康のためにロンドンに引っ越した。1916年、アイリーン・クライドと共に彼女達は、私的に流通する雑誌である『ユーレイニア』を作成した。この雑誌はジェンダーとセクシュアリティにおいて先駆的な見解を述べていた。これはオリジナルの記事だけでなく、国内及び国外の出版物からの記事の切り抜きも含めて、年に3～6回出版された。
第一次世界大戦の間、エスターとエヴァは婦人国際平和自由連盟で働き、有名な平和主義者であった。とりわけ、彼女達は拘束された良心的兵役拒否者の妻や子供への援助を促進した。戦後、2人は死刑廃止委員会のメンバーになり刑務所改良のために働いた。

## 晩年
1926年のエヴァの死後、エスターは配偶者の思い出を守るために尽力した。エスターはThe Poems of Eva Gore-Booth（1929年）とThe Prison Letters of Countess Markievicz を編集して紹介した。エセル・リンドにエヴァの人生を追悼するステンドグラスの窓を作ることを依頼した。この窓は1928年の６月、アンコートのエヴリーストリートにあるユニヴァーシティ・セトルメント・ラウンドハウスの再開の時に公開された。ラウンドハウスは1986年に取り壊され、その時までに窓は紛失されたか、盗まれた。
晩年にエスターは社会正義のための運動を続けた。彼女は『タイムズ』紙に投稿された雇用上の男女の平等な扱いに関する多数の書簡に署名した。 1938年4月、エスターは心不全のために自宅で亡くなった。同年4月10日、彼女はハムステッドのセントジョンズ教会の墓地のエヴァ・ゴア＝ブースのそばに埋葬された。彼女達の墓にはレズビアンの象徴であるサッフォーの詩からの引用が彫られた。エヴァ・ゴア＝ブースの妹であるコンスタンツ・マルキエビッチはエスターについて、「人を知れば知るほどますます彼女を愛する。私は、エヴァと彼女が一緒にいたことを非常に喜ばしいと感じ、彼女の愛が最後までエヴァと共にあったことを感謝している」と書いている。

## 死後の顕彰
エスターの名前と写真（58人の他の女性参政権支持者と共に）はロンドンのパーラメント・スクエアのミリセント・フォーセット像の台座にあり、2018年に公開された。